# Saíd II de Omán
Sayyid Said bin Sultán Al Said (en árabe: سعيد بن سلطان‎, Sa‘id bin Sulṭān) (5 de junio de 1791 - 19 de octubre de 1856) fue Sultán de Mascate y Omán desde el 20 de noviembre de 1804 hasta el 4 de junio de 1856. Estableció relaciones diplomáticas con los Estados Unidos en 1830 y con Francia en 1844.

## Biografía

El sultanato de Omán hacia 1856.

Se convirtió el gobernante conjunto del sultanato de Omán con su hermano Salim, a la muerte de su padre, Sultan bin Ahmad, en 1804. Said depuso a su hermano el 14 de septiembre de 1806, pasando a gobernar en solitario.
Said creó un ejército de baluches y otros mercenarios extranjeros; a comienzos del siglo XIX Mascate era el centro de un comercio activo, por lo que creó una flota con fines comerciales. La dinastía precedente de los Iarubíes había conquistado la costa africana oriental desde Mogadiscio a Tungi (al norte del actual Mozambique), aunque la soberanía del sultán omaní era en gran parte nominal; en Mombasa la dinastía local se había independizado, y también los sultanes de Kilwa y de Pate, así como los pequeños soberanos de Pemba, Tumbatu y Zanzíbar.
En 1821 Abdalá de Mombasa envió al Sayyid Said de Omán unos regalos insultantes que mostraban su independencia y constituían un desafío simbólico; en 1822 Abdalá ocupó Pemba y Hamid ibn Ahmed, tío de Said, se presentó en Mombasa con un ejército de 4.000 hombres y 30 barcos. Derrotó a Mubarak, hijo de Abdalá, ocupando Lambu, Pate y avanzó contra Pemba, que ocupó a los pocos días.
Abdalá murió decepcionado en 1823 y fue sucedido por su tío Sulayman ibn Alí, que envió una petición de protección a Bombay. Pero antes de la llegada de la respuesta, casualmente, llegó una petición británica para comprar ganado en Mombasa; en la corte de Sulayman nadie supo leer la misiva y se malinterpretó como una respuesta afirmativa a la petición de protección, por lo que se izó la bandera británica. El 3 de diciembre un navío británico llegó a Mombasa con la misión de vigilar el Océano Índico, pero los británicos no vieron necesidad de ocupar la ciudad ya que no ofrecía ninguna ventaja estratégica a pesar de la insistencia de las autoridades locales. El 7 de febrero de 1824 el capitán William Owen llegó a Mombasa al mando de una flota omaní y bombardeó el fuerte de la ciudad, pensando que Mombasa podría convertirse en una buena base contra el tráfico de esclavos. La ciudad se rindió el 8 de febrero: Gran Bretaña devolvió los territorios arrebatados al sultanato de Omán, aunque establecería una presencia en Mombasa, los derechos aduaneros serían repartidos, los británicos tendrían libertad de comercio y se prohibiría el comercio de esclavos. Abdalá ibn Sulaym, el enviado omaní que había participado en la conquista de la ciudad, decidió regresar a Omán y esperar la respuesta oficial británica, que fue adoptada el 25 de julio de 1826 aunque no se adoptaría hasta finaloes de octubre, cuando se rechazó el protectorado británico y se ordenó la retirada. Pocos meses después Sulayman era depuesto por Salim ben Ahmad.
En 1837 Said pidió ayuda al Jeque Isa Bin Tarif para conquistar la ciudad de Mombasa en Kenia con la tribu Utub Al Bin Ali. Fuerte Jesús, en Mombasa, fue rebautizado como Isa Bin Tarif tras su conquista. La traducción de Jesús en árabe es Isa, y en árabe recibe el nombre de Fuerte Isa.
En 1840 el sultán Said trasladó su capital desde Mascate, en Omán, a Stone Town, en Zanzíbar. Este mismo año también envió un barco a los Estados Unidos para establecer relaciones comerciales.
A la muerte de Said en el año 1856, su reino fue dividido. Su tercer hijo, Thuwaini bin Said, se convirtió en el sultán de Mascate y Omán, y su sexto hijo, Sayyid Majid bin Said, se convirtió en el sultán de Zanzíbar.
Actualmente numerosos objetos de orfebrería en plata y otras posesiones del sultán Said se exponen en el Museo Nacional de Omán.

## Hijos
El sultán Said tuvo 36 hijos e hijas:
1. Sayyid Hilal bin Said al-Said (c.1815-1851) Un alcohólico, según su hermana Emily Ruete.(Ch. 15). Tuvo tres hijos: Suud, Fesal y  Mhammed.
2. Sayyid Khalid bin Said al-Said (c.1819-1854)
3. Sayyid Thuwaini bin Said al-Said (-1866), Sultán de Mascate y Omán (1856-1866) (también llamado Tueni).
4. Sayyid Muhammad bin Said al-Said (1826-1863) "...era considerado el más piadoso de toda nuestra familia...", "....se preocupaba poco del mundo y los bienes mundanos...", "...mostraba gran antipatía por Zanzíbar..." (Ch. 14, Ruete). Vivió la mayor parte de su vida en Omán.
5. Sayyid Turki bin Said (1832-1888), Sultán de Mascate y Omán, 1871-1888
6. Sayyid Majid bin Said (1834/5-1870), Sultán de Zanzíbar, 1856-1870
7. Sayyid Ali bin Said al-Said (?-1893)
8. Sayyid Barghash bin Said (1837-1888), Sultán de Zanzíbar, 1870-1888
9. Sayyid Abdu'l-Wahhab bin Said al-Said (1840-1866)
10. Sayyid Jamshid bin Said al-Said (1842-1870)
11. Sayyid Hamdan bin Said al-Said (1843-1858)
12. Sayyid Ghalib bin Said al-Said
13. Sayyid Sawedan bin Said al-Said (1845-?)
14. Sayyid Abdu'l-Aziz bin Said al-Said (1850-1907)
15. Sayyid Khalifah bin Said (1852-1890), Sultán de Zanzíbar, 1888-1890
16. Sayyid Hamad bin Said al-Said
17. Sayyid Shuwaid bin Said al-Said
18. Sayyid Abbas bin Said al-Said
19. Sayyid Manin bin Said al-Said
20. Sayyid Alí ibn Said (1854-1893), Sultán de Zanzíbar, 1890-1893
21. Sayyid Badran bin Said al-Said (?-1887)
22. Sayyid Nasir bin Said al-Said (?-1887). También llamado "Nasor". Viajó a La Meca con su hermana mayor Chadudj, y murió joven (entre los 20 - 30 años).
23. Sayyid Abdu'l-Rab bin Said al-Said (?-1888)
24. Sayyid Ahmad bin Said al-Said.
25. Sayyid Talib bin Said al-Said.
26. Sayyid Abdullah bin Said al-Said
27. Sayyida Sharîfe de Zanzíbar y Omán, hija de una dama circasiana, era una mujer de "deslumbrante belleza con la complexión de una rubia alemana. Además, poseía un agudo intelecto, lo que la convirtió en una leal consejera de mi padre." (Descrita en Ruete, ch. 15)
28. Sayyida Chole (o Khwala) de Zanzíbar and Omán (fallecida en 1875), la hija de una dama mesopotámica, "...era especialmente querida por nuestro padre; su personalidad encantadora, su alegría y atractivo lo conquistaron por completo..." (Ruete, ch. 15).
29. Sayyida Aashe de Zanzíbar y Omán, hermana por parte de padre y madre de Chole. A la muerte de su hermano Hilal (1851), "cuidó como una madre de su sobrino Suud." (Ruete)
30. Sayyida Chadudj de Zanzíbar y Omán, hermana por parte de padre y madre de Majid. A la muerte de su hermano en 1870 acompañó a su hermano menor Nasir a La Meca. Murió no mucho después. (Ruete)
31. Sayyida Shewâne de Zanzíbar y Omán, la hija de una mujer abisinia, "...una belleza clásica...dotada de una mente despierta..." Murió joven. (Ruete)
32. Sayyida Mettle de Zanzíbar y Omán, la hija de una mujer abisinia. Se casó con un "pariente lejano" en Stonetown y tuvo "dos gemelos encantadores". (Ruete)
33. Sayyida Zeyâne de Zanzíbar y Omán, la hija de una mujer abisinia. (Ruete)
34. Sayyida Semsem de Zanzíbar y Omán, hermana por parte de padre y madre de Zeyâne. Se casó "tarde con nuestro primo lejano Humud". (Ruete)
35. Sayyida Nunu de Zanzíbar y Omán, la hija de una dama circasiana. Nació ciega. A la muerte de sus padres vivió con su hermana Aashe. (Ruete)
36. Sayyida Salme de Zanzíbar y Omán (1844-1924), a.k.a. Viajó por el mundo y finalmente se convirtió al cristianismo y se casó, adoptando el nombre de Emily Ruete.